# Mauritius Trochetia
Le Mauritius Trochetia est un navire assurant des liaisons régulières entre les différentes îles des Mascareignes, dans le sud-ouest de l'océan Indien. Propriété d'un organisme parapublic mauricien, il est notamment conçu pour assurer la desserte du port de la Pointe des Galets depuis Port-Louis.